# Uistiti czarnoucha
Uistiti czarnoucha (Callithrix kuhlii) – gatunek małpy szerokonosej z rodziny pazurkowcowatych (Callitrichidae), występującej w tropikalnych i subtropikalnych lasach wschodniej Brazylii. Jest narażony na wyginięcie.

## Taksonomia
Gatunek po raz pierwszy zgodnie z zasadami nazewnictwa binominalnego opisał w 1985 roku brazylijski prymatolog Adelmar F. Coimbra-Filho nadając mu nazwę Callithrix kuhlii. Miejsce typowe to rzeka Jequitinhonha, południowa Bahia, Brazylia. 
Autorzy Illustrated Checklist of the Mammals of the World uznają ten gatunek za monotypowy, nie rozpoznają podgatunków. 

### Etymologia
- Callithrix: gr. καλλιθριξ kallithrix ‘z pięknymi włosami’, od καλλος kallos ‘piękno’, od καλος kalos ‘piękny’; θριξ thrix, τριχος trikhos ‘włos’[7].
- kuhlii: Heinrich Kuhl (1797–1821), niemiecki zoolog[8].

## Zasięg występowania
Uistiti czarnoucha występuje we wschodniej Brazylii pomiędzy rzekami De Contas i Jequitinhonha w południowej części stanu Bahia, tuż przy północno-wschodnim krańcu stanu Minas Gerais.

## Morfologia
Długość ciała (bez ogona) 20–23 cm, długość ogona 29–33 cm; masa ciała 350–400 g. Gatunek jest ubarwiony w większości na czarno, z białymi oznaczeniami na policzkach i czole. Ma pierścienie na ogonie i czarne kępki na futrze, wychodzące od uszu.

## Ekologia
Podobnie jak inne gatunki z rodzaju Callithrix żyją w grupach składających się z 4 lub 5 samic i 2 lub 3 samców (nie licząc potomstwa) w społecznościach matriarchalnych. Jedynie dominująca samica może się rozmnażać. Potomstwo zawsze rodzi się w parach.
Głównym składnikiem diety jest sok mleczny drzew, małpy te mają wyspecjalizowane zęby do żłobienia otworów w korze. Ponadto żywią się owocami, kwiatami, nektarem i nasionami, a także pająkami i owadami. Ze względu na występowanie tych składników pożywienia już od środkowych i niskich partii lasu, uistiti czarnouche często wędrują i odżywiają się w towarzystwie marmozet złotogłowych (Leontopithecus chrysomelas), które stołują się w koronach drzew.
Na uistiti czarnouchą polują głównie ptaki drapieżne (harpia wielka (Harpia harpyja), myszołowik prążkowany (Buteo nitidis), myszołowczyk (Rupornis magnirostris) i aguja białosterna (Geranoaetus albicaudatus)), kotowate (jaguar amerykański (Panthera onca), jaguarundi amerykański (Herpailurus yagouaroundi) i ocelot wielki (Leopardus pardalis)) oraz węże.
Uistiti czarnoucha jest zwierzęciem silnie socjalnym, spędza dużo czasu na iskaniu. Ma indywidualny, charakterystyczny głos. Komunikuje się za pomocą gestów i sygnałów zapachowych.

## Status zagrożenia
W Czerwonej księdze gatunków zagrożonych Międzynarodowej Unii Ochrony Przyrody i Jej Zasobów został zaliczony do kategorii VU (ang. vulnerable ‘narażony’).